# Sky Movies Box Office
Sky Movies Box Office je jméno PPV  služby, která je provozována společností British Sky Broadcasting (BSkyB) a vysílaná na satelitní platformě Sky. Jsou zde vysílány hlavně filmy, ale i některé sportovní přenosy.

## Historie
Sky Box Office zahájil vysílání dne 16. března 1996 ještě na tehdejší Sky Analogue, kde většinou přenášel sportovní přenosy, hlavně box. Historicky první vysílanou událostí byl zápas WBC World Heavyweight Championship mezi Frankem Brunem a Miku Tysonovi. První události byly objednávány telefonicky. Cena za objednání v den přenosu byla £14.95, při objednání v předstihu cena klesla na £9.99. Po objednání události byly vzduchem zaslány aktivační impulsy na kartu diváka, která pracovala v kódovacím systému VideoCrypt, které odkódovaly na dobu události kanál, na kterém byla událost vysílána. Objednání události mohlo být stornováno pouze před zahájením přenosu. 1. prosince 1997 byly ve Sky Analogue spuštěny čtyři kanály pouze pro Sky Box Office. V tomto období se začaly na Sky Box Office vysílat i filmy, jako přídavek k filmovým kanálům Sky Movies, od té doby však bylo vyžadováno objednání minimálně jednu hodinu před zahájením vysílání. Jeden film stál £2.99 za jedno zhlédnutí. Po přesunu z analogového vysílání na digitální v roce 1998 a s představením digitálního přijímače Sky Digibox poskytujícího datový přenos (přes telefonní linku) je možno objednat film či sportovní přenos i minutu před zahájením, či dokonce v průběhu vysílání. V současné době stojí jeden film £3.99 (5.75 Eur v Irsku). 1. února 2011 byla služba přejmenována na Sky Movies Box Office.

## Obsah
I když byly původní náplní přenosů Sky Box Office hlavně sportovní přenosy, spuštěním Sky v digitální verzi se staly hlavní náplní filmy. Filmy byly původně dostupné asi dva až tři měsíce od vydání na DVD, doba mezi vydáním filmu na DVD a uvedením ve Sky Box Office by se však měla postupně snižovat, již dnes je mnoho filmů vysíláno ve stejnou dobu, jako je vydáno na DVD.

## Objednávka události
Události na Sky Box Office je možno objednat dvěma způsoby:
-Telefonicky
-Přes dálkové ovládání
1. Je třeba zmáčknout na dálkovém ovládání pro Sky (Sky Remote Control) tlačítko Box Office,
2. V menu najít událost, kterou chci sledovat,
3. Zadat PIN kód pro potvrzení objednávky.